# Fowler (Kalifornija)
Fowler je grad u američkoj saveznoj državi Kalifornija. Prema popisu stanovništva iz 2010. u njemu je živjelo 5.570 stanovnika.